# Monte Alegre de Goiás
Monte Alegre de Goiás là một đô thị thuộc bang Goiás, Brasil. Đô thị này có diện tích 3119,7 km², dân số năm 2007 là 7155 người, mật độ 2,29 người/km².